# Ksabi Moulouya
Ksabi Moulouya  (in arabo القصابي  ملوية‎?) è un centro abitato e comune rurale del Marocco situato nella provincia di Boulemane, regione di Fès-Meknès. Conta una popolazione di 10 614 abitanti (censimento 2014).